# Desenho geométrico

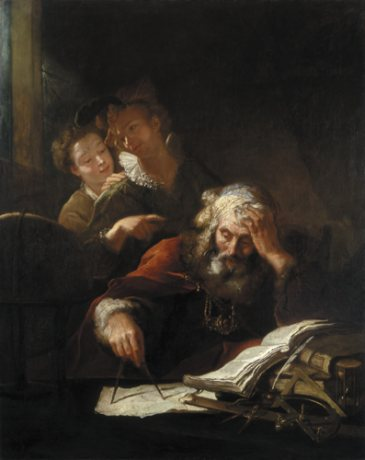
O Desenho Geométrico traçado com régua e compasso.

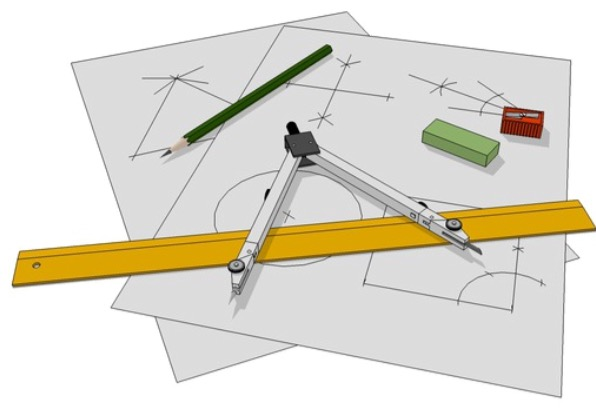
Régua e compasso.

O Desenho Geométrico consiste em um conjunto de processos para a construção de formas geométricas e resolução de problemas com a utilização da régua sem graduação e do compasso. Modernamente tais estudos podem ser feitos com o auxílio de softwares, que simulam os traçados executados por esses instrumentos.
As formas geométricas aparecem com frequência nas obras humanas, independente da cultura ou da crença de cada povo.
Para os matemáticos da antiguidade, a geometria não poderia prescindir dos métodos de construções geométricas, necessários ao entendimento, enriquecimento teórico e à solução de problemas.
A exatidão e a precisão exigidas ao desenho geométrico torna-o aliado importante na aplicação de conceitos da geometria em áreas significativas do conhecimento humano, como a arquitetura, a engenharia, o desenho industrial, entre outros.
O processo do desenho geométrico tem como base as construções com régua e compasso, que, por sua vez, baseiam-se nos três primeiros postulados dos Elementos de Euclides.
A importância histórica da régua e do compasso como instrumentos na solução de problemas geométricos, leva muitos autores a limitarem o próprio Desenho Geométrico apenas à representação e solução de figuras geométricas no plano.
Com o desenvolvimento dos programas de desenho ajudado por computador (CAD), o desenho geométrico passou a ter mais importância nos processos de ensino-aprendizagem (desenvolvimento das faculdades espaciais) do que no traçado impreciso que a régua e o compasso oferecem, ao levar-se em conta a imensa precisão dos sistemas computacionais.